# Elecciones generales de Turquía de 2007
La elecciones generales de Turquía se celebraron el 22 de julio de 2007 para elegir a los 550 miembros de la Gran Asamblea Nacional. Esta fue la 22.ª elección general celebrada en Turquía y los miembros elegidos formaron el 23.º Parlamento de Turquía.
Originalmente programadas para noviembre, las elecciones se adelantaron después de que el parlamento no pudiese elegir un nuevo presidente en reemplazo de Ahmet Necdet Sezer. El resultado fue una victoria para el Partido de la Justicia y el Desarrollo (AKP), el cual ganó el 46.58% del voto y 341 escaños. El dirigente del partido Recep Tayyip Erdoğun fue reelecto como Primer ministro de Turquía. La oposición, el Partido Republicano del Pueblo, (CHP) vino segundo con el 20.88% del voto y se llevó 112 escaños. El Partido de Acción Nacionalista (MHP), el cual no había logrado superar el umbral del 10% en la elección anterior, volvió al parlamento con un 14.27% de votos y consiguió 71 escaños. La elección estuvo marcada mayoritariamente por el debate en Turquía sobre el nombramiento de Abdullah Gül, un político islamista y hasta entonces Ministro de Relaciones Exteriores, para la Presidencia. Desarrollos en Irak (explicados bajo posiciones de terrorismo y seguridad nacional), preocupaciones seculares y religiosas, la intervención del ejército en asuntos políticos, negociaciones de adhesión a la Unión Europea, los Estados Unidos y el mundo musulmán eran otros asuntos principales en esta elección.

## Contexto

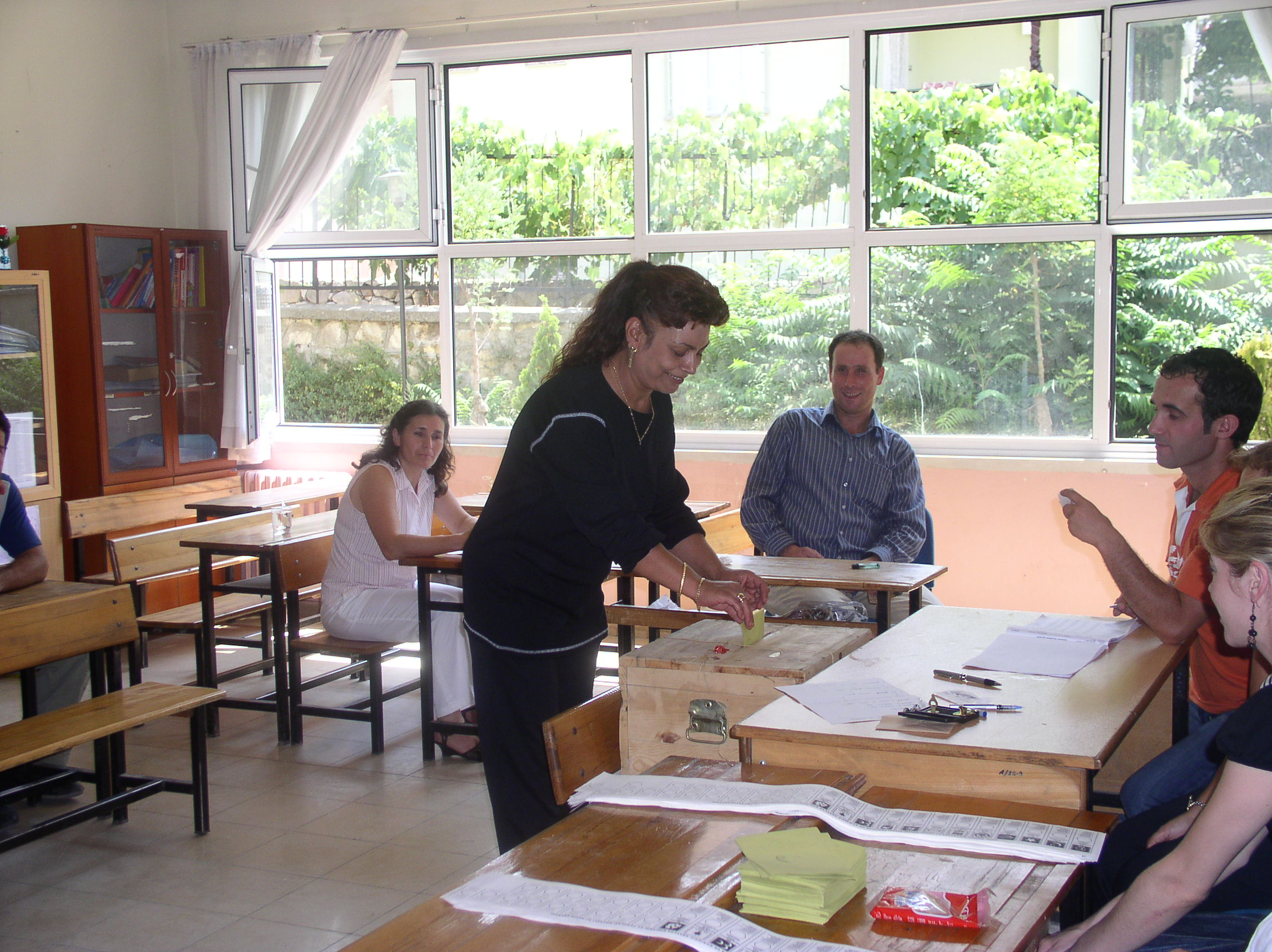
Una mujer ejerciendo su voto

Originalmente programadas para noviembre, la elección se adelanto después de que la elección presidencial de 2007 resultara en punto muerto parlamentario. El Partido de la Justicia y el Desarrollo (AKP) había nominado al anterior Primer ministro y Ministro de Relaciones Exteriores Abdullah Gül como su candidato a la presidencia, en medio de la preocupación y fuerte oposición sobre su fondo político islamista. La controversia era en gran parte causada debido a la función simbólica de la Presidencia de Turquía en asuntos de secularismo religioso. La oposición, el Partido Republicano del Pueblo (CHP), que posteriormente boicoteó el proceso parlamentario para elegir un presidente, impidió que el gobierno obtuviera el 67% de cuórum necesario para que Gül fuera juramentado como presidente. Como establecía la constitución, se adelanto la elección general para el 22 de julio de 2007.

## Umbral parlamentario
Según las leyes de las elecciones turcas, un partido tiene que obtener al menos 10% de voto nacional para tener representación en la Gran Asamblea Nacional. Supuestamente, esta ley está diseñada para impedir un parlamento muy fragmentado, pero se dice también que el verdadero propósito de esta ley es impedir que los kurdos obtengan representación parlamentaria. Muchos partidos habían fracasado en cruzar este umbral en la última elección y buscaron un regreso a Parlamento.

## Resultados
|  | 46.58 % |

|  | 20.88 % |

|  | 14.27 % |

|  | 5.24 % |

|  | 5.42 % |

|  | 3.04 % |

|  | 4.57 % |

|  | 97.21 % |

|  | 2.79 % |

|  | 100.00 % |

|  | 84.25 % |

## Análisis
Si bien el AKP obtuvo una votación superior a 2002, el resurgumiento del nacionalista MHP resultó en una pérdida neta leve de 23 escaños para AKP. El AKP era por tanto incapaz de obtener una mayoría de dos tercios por segunda vez desde que partido primero participara en la elección general en 2002. Todavía, con un 61.8% de los escaños, el AKP mantenía no obstante una gran mayoría en el 16.º Parlamento. El resurgimiento del MHP les dio 71 escaños para hacerles el tercer partido para el 16.º Parlamento. Su resurgimiento probó ser lejos más costoso para el CHP, quién perdió 66 escaños pero mantuvo su posición como el segundo partido en el 16.º Parlamento.
Los independientes contaron con un rendimiento electoral mucho mejor en 2007 que en 2002, ganando un 5.2% del voto popular, arriba del 1% en la elección anterior. Como resultado, el número de parlamentarios independientes en el 16.º Parlamento (60.º gobierno) aumentó de 9 a 27.